# Dragutin Albrecht (tiskar)
Dragutin (Carl) Albrecht (Gera, 23. srpnja 1824. - Zagreb, 26. veljače 1887.), hrvatski litograf i tiskar, osnivač prvoga hrvatskog litografskog zavoda.

## Životopis
Litografski i tiskarski zanat izučio je u rodnom gradu, a od 1843. do 1851. radio u Varaždinu u litografiji Josipa Platzera. Godine 1851. oženio se njegovom kćerkom Anom te u miraz dobio litografski tijesak. U Zagreb je je došao 1851. i osnovao prvu litografsku radionicu koja je do 1868. službeno bila u vlasništvu J. Platzera i radila pod imenom Platzer i ortak i Platzer & Co. Nakon smrti supruge Ane 1853., oženio se Franjicom Spiller, s čijim je mirazom 1857. osnovao tiskaru, stereotipiju, drvoreznicu i litografiju. Zajedno s Hinkom Fiedlerom 1865. kupio je knjižaru Lavoslava Župana, a 1874. dio materijala tiskare Ljudevita Gaja. Knjižara je 1875. imenovana Kraljevskom hrvatskom sveučilišnom knjižarom F. Župana. Od 1876. bilo joj je povjereno raspačavanje izdanja JAZU, a Albrechtu tiskanje.
Albrecht je izrađivao široku paletu proizvoda: diplome, reklamne objave, kazališne plakate, plesne redove, vedute, portrete, ilustracije za prirodoznanstvena i povijesna djela. Posebno se ističu planovi grada Zagreba iz 1864., 1878. i 1889. Izdavao je list Domobran (1864. – 1866.), a tiskao je i druga periodička izdanja: kalendar Dragoljub (1862. – 1908.), Književnik (1864. – 1866.), Svijet (I. Vončine, 1866.), Hervat (1868. – 1869.), Kukuljevićev Arkiv IX–XII, Vienac (1869. – 1871.), Hrvatski svjetozor (1877. – 1878.), ilustrirane časopise Hrvatska lipa (1875.) i Hrvatska vila (1882. – 1884). Tiskao je i luksuzno izdanje Mažuranićeva spjeva Smrt Smail-age Čengića s ilustracijama V. Katzlera 1876., Šenoin Vijenac hrvatskog pjesništva 1878.; Vrazove Izabrane pjesme 1880. Radionica je bila nagrađena mnogim priznanjima i odlikovanjima: I. gospodarska izložba 1864., izložba učila 1871. u Zagrebu, međunarodne izložba u Beču 1873., u Budimpešti 1873., 1878., 1885., u Trstu 1882., te na Milenijskoj izložbi 1896. u Budimpešti.
Nakon Dragutinove smrti tiskaru su vodili supruga Franjica, sin Dragutin i tiskar Dragutin Hauptfeld, a nakon njih tiskara je mijenjala zakupnike i vlasnike, da bi s radom prestala 1947.

## Vanjske poveznice
- Dragutin Albrecht Hrvatska tehnička enciklopedija, portal hrvatske tehničke baštine. LZMK